# Amadou Diallo
Amadou Diallo (21 juni 1994, Parijs) is een Guinees voetballer die gewoonlijk als vleugelspeler speelt. Hij tekende in 2024 bij Al-Rams SC in de VAE.

## Clubcarrière
Diallo speelde in de jeugd bij AS Monaco. In 2013 trok hij naar UR Namur. Eén jaar later maakte hij de overstap naar Union. In zijn eerste seizoen in tweede klasse maakte hij twee doelpunten in twintig wedstrijden. Het seizoen erna maakte de Guinees twee doelpunten in dertien competitieduels. In 2016 tekende hij een tweejarig contract bij Cercle Brugge. Op 7 augustus 2016 debuteerde hij in de thuiswedstrijd tegen Antwerp. Hij viel na 73 minuten in voor Jessy Gálvez López.